# Metal detector
Il metal detector o metal-detector, in italiano cercametalli o rivelatore di metalli, è uno strumento che usa l'induzione elettromagnetica per rilevare la presenza di metalli.

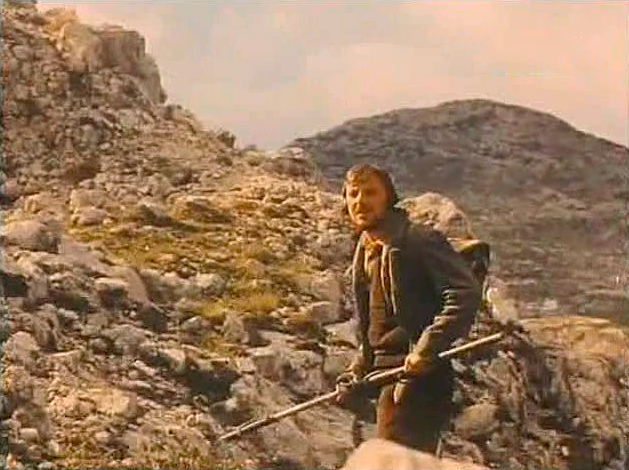
Un fermo immagine del film I recuperanti del regista Ermanno Olmi, ove si fa uso del metal detector.

## Storia
Nel 1881 James Garfield, presidente degli Stati Uniti d'America, in un attentato fu colpito da due proiettili, uno dei quali entrato dall'inguine non venne individuato dai 16 chirurghi che a turno cercarono di localizzarlo. Allora in un ultimo disperato tentativo venne convocato anche Alexander Graham Bell che utilizzò un primitivo metal detector da lui costruito. Il dispositivo segnalò un oggetto metallico che non era il proiettile, ma le molle del materasso.
Prima della seconda guerra mondiale, a cavallo tra gli anni trenta e quaranta, nei laboratori dell'esercito americano si riuscì a creare un dispositivo in grado di individuare e localizzare corpi metallici sepolti. Lo strumento che ne derivò fu chiamato detector, nome ispirato al latino e che può essere tradotto come rilevatore.
Nel 1937 il Dipartimento di Artiglieria del Ministero della Difesa nazionale polacco ordinò la costruzione di un dispositivo per localizzare ordigni inesplosi. Fu il tenente Józef Kosacki ad inventare il primo rilevatore portatile e questo dispositivo fu utilizzato per la prima volta nella seconda battaglia di El-Alamein nel 1942. L'invenzione di Kosacki, che ha salvato migliaia e migliaia di vite in tutto il mondo e continua a farlo, ha un enorme impatto sulle attività umanitarie benefiche. Kosacki non brevettó la sua invenzione e i diritti alla costruzione del dispositivo basato sul suo progetto furono consegnati gratuitamente alla British Army. 
Negli anni sessanta con l'introduzione dei transistor furono ridotti drasticamente il peso e i consumi. In seguito venne introdotto anche un sistema di discriminazione, ma occorre attendere l'era dei microprocessori per avere degli strumenti davvero efficienti sul piano della identificazione dei metalli posti sotto la superficie del terreno.

## Utilizzo
Viene utilizzato in tutte quelle situazioni in cui è necessario rilevare la presenza di corpi metallici all'interno di oggetti di altra natura, come ad esempio:
- lo sminamento dei campi minati.
- la rilevazione di oggetti metallici indosso ai passeggeri negli aeroporti.
- le ricerche geologiche e/o archeologiche.
- le cacce al tesoro.
- la ricerca di reperti delle guerre del passato.
- il rilevamento di cavi elettrici e tubazioni nelle pareti degli edifici per evitare di danneggiarle con il trapano
- la ricerca di oggetti metallici smarriti e la ricerca di frecce cadute nel tiro con l'arco all'aperto.
- la ricerca di oggetti all'interno degli animali d'allevamento.
- la ricerca di chiodi o schegge nei tronchi che devono essere segati nelle segherie, allo scopo di salvaguardare le lame.

## Funzionamento

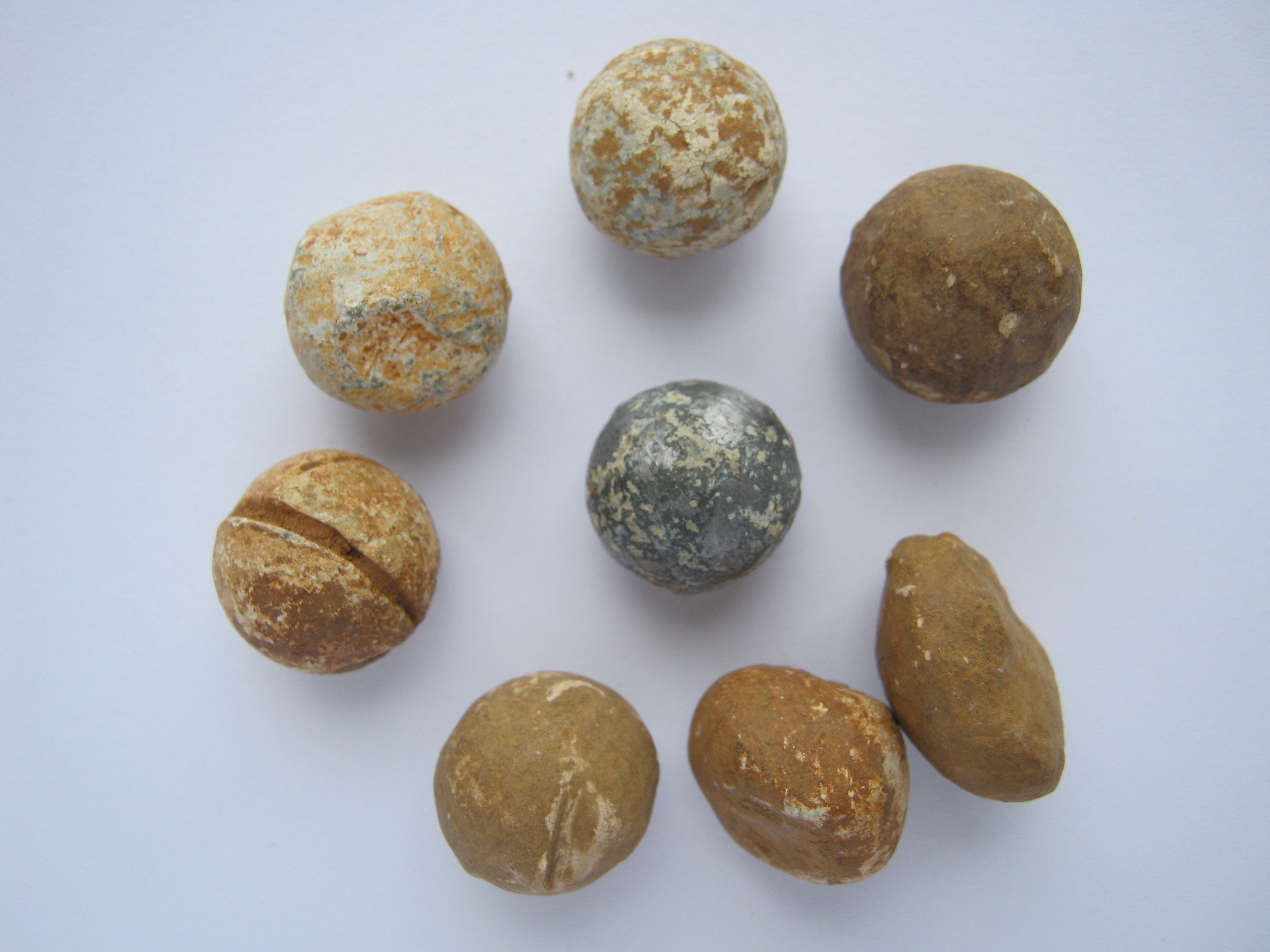
Palle da moschetto rinvenute nei campi con un metal detector. Quella centrale è stata ripulita dalle incrostazioni.

### A battimento
In questo tipo di metal detector un oscillatore (circuito LC) di ricerca collegato alla bobina di ricerca subisce la variazione di induttanza causate dalla vicinanza di un metallo. La conseguente variazione di frequenza dell'oscillatore viene tradotta in un tono udibile in cuffia determinando l'individuazione del metallo. Malgrado la semplicità costruttiva, la poca capacità di distinzione tra metalli diversi ed il subire gli effetti dei minerali presenti nel terreno, è in grado di individuare grossi oggetti ignorando i piccoli. Questo lo rende utile per la ricerca nei muri, all'interno o nelle vicinanze di grossi oggetti metallici ma non può essere utilizzato in acque salmastre. È una tecnologia sostanzialmente obsoleta che trova ancora uso nella ricerca mineraria per individuare concentrazioni di minerali metallici nei fiumi e di conseguenza le pagliuzze e pepite d'oro associate.

### A induzione
La forma più semplice di metal detector consiste in un oscillatore che produce corrente alternata che passa in una bobina, essa produce a sua volta un campo magnetico alternato che viene immesso nel terreno o nel mezzo da ispezionare. Se un pezzo di metallo conduttore è vicino alla bobina, per la legge delle correnti indotte o parassite l'oggetto produrrà esso stesso un campo magnetico alternato. Un'altra bobina (o la bobina stessa se cablata correttamente) funzionerà da elemento ricevente. La perturbazione del campo magnetico prodotta da un oggetto metallico sbilancerà il campo magnetico ed appositi circuiti riveleranno la presenza di un oggetto con indicazioni visuali o sonore. Questo tipo di metal detector è molto sensibile e permette di distinguere tra tipologie di metalli differenti, può essere reso insensibile ai disturbi offerti dai minerali metallici nel terreno ed alle acque salmastre. È la tecnologia al momento dominante.

### A impulsi (pulse induction)

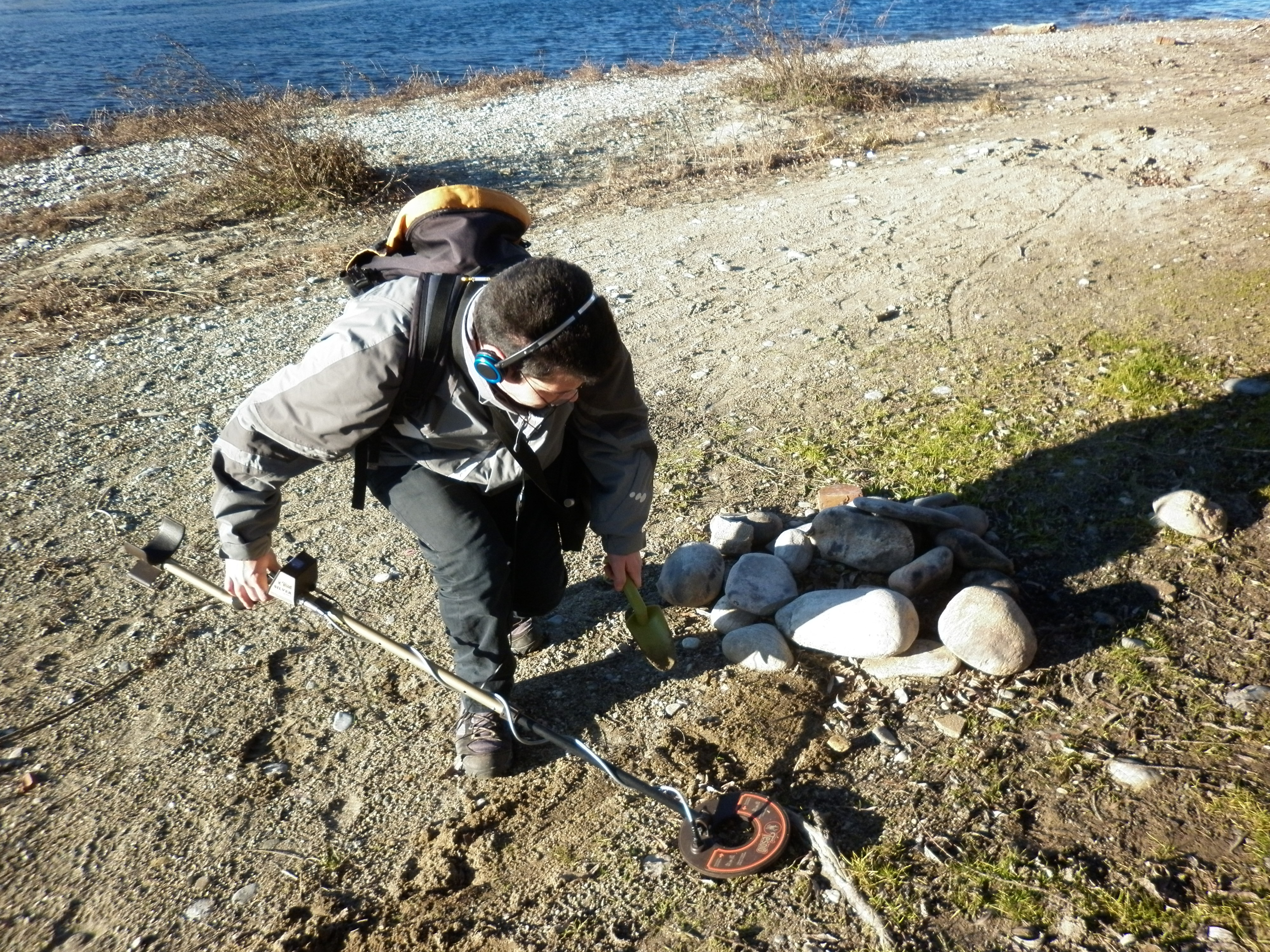
Ricerca di oggetti in spiaggia mediante l'uso di metal detector

In questa tecnologia un impulso è generato da una bobina di ricerca, questo impulso induce correnti parassite e quindi campi magnetici nei metalli vicini. Al termine dell'impulso la bobina entra in modalità di ricezione e percepisce i campi magnetici indotti. Questa tecnologia è praticamente insensibile agli effetti prodotti dai minerali metallici nel terreno ed all'acqua salmastra. È in grado di individuare metalli a profondità notevoli ed è di fatto lo standard per la ricerca in mare.

## Tipologia

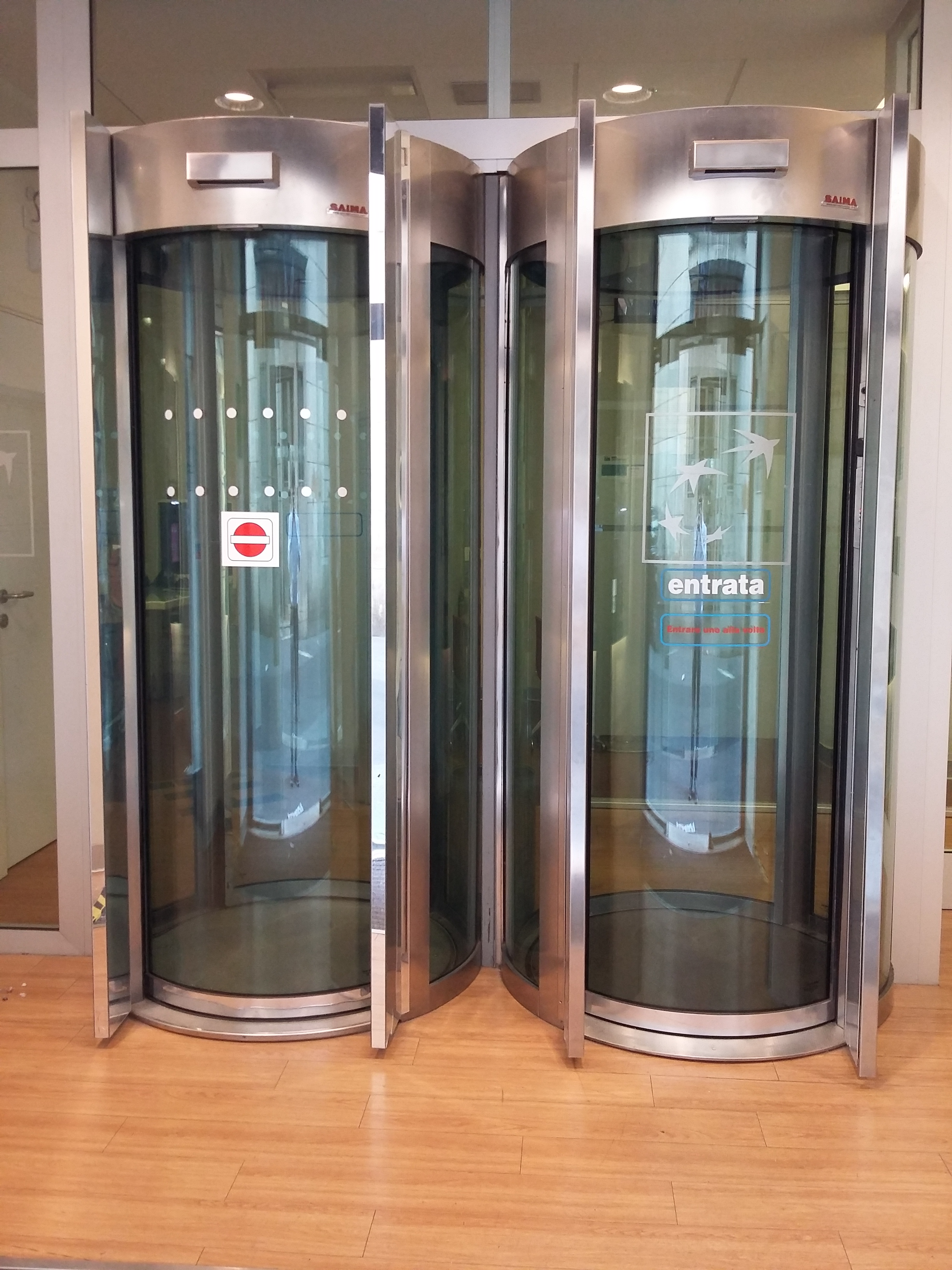
Bussole ad interblocco con metal detector all'ingresso di una banca.

Si distinguono, a seconda dell'utilizzo e della tecnologia costruttiva, vari tipi di metal detector:
- metal detector manuale: trasportato da un operatore e posto in cima ad un'asta, ed utilizzato generalmente per la ricerca di corpi metallici sepolti quali mine, monete e simili;
- metal detector portatile: come il precedente ma di piccole dimensioni, adatto per il rilevamento di parti metalliche (soprattutto cavi elettrici e tubazioni) nelle pareti degli edifici per evitare di danneggiarle durante lavori sulle murature (soprattutto fori con il trapano);
- Separatore di metalli: un semplice elettromagnete o magnete permanente è in grado di attirare e trattenere i corpi metallici presenti nelle vicinanze. Non ha efficacia sui metalli non magnetici quali alcuni acciai inossidabili (inox), alluminio, bronzo, ecc.;
- metal detector subacquei: sigillati ermeticamente ed a tecnologia pulse induction per poter effettuare le ricerche in presenza di alta salinità marina; alcuni modelli possono essere trainati sott'acqua per individuare relitti metallici.
- metal detector di sicurezza: dotato di una struttura a portale che permette di far passare una persona, è utilizzato per controllare l'accesso a luoghi sensibili quali banche o aeroporti;
- metal detector: utilizzato nell'industria per controllo qualità o per la salvaguardia dei macchinari.

## Nel mondo

### Italia
In Italia la ricerca sul territorio è regolata dal d.lgs. 22 gennaio 2004, n. 42, che ne limita l'uso in zone di interesse culturale, paesaggistico, archeologico. Fermo restando che è di libero acquisto e vendita e può essere utilizzato liberamente per la ricerca (responsabile) laddove la legge lo consenta. Inoltre la ricerca è vietata nei terreni di proprietà privata, anche se non recintati.
Nel 2022 è stata introdotta, dall'art. 1, comma 1, lettera c), della L. 9 marzo 2022, n. 22, una modifica al codice penale che ha introdotto nell'ordinamento italiano l'art. 707-bis del Codice di Procedura Penale, utilizzando esplicitamente per la prima volta il riferimento al termine metal detector: "è punito con l'arresto fino a due anni e con l'ammenda da euro 500 a euro 2.000 chi è colto in possesso di strumenti per il sondaggio del terreno o di apparecchiature per la rilevazione dei metalli, dei quali non giustifichi l'attuale destinazione, all'interno di aree e parchi archeologici, di zone di interesse archeologico, se delimitate con apposito atto dell'amministrazione competente, o di aree nelle quali sono in corso lavori sottoposti alle procedure di verifica preventiva dell'interesse archeologico secondo quanto previsto dalla legge".

## Curiosità
Metal detector derivanti dai surplus militari a fine guerra o autocostruiti sono stati utilizzati da una particolare categoria di rigattieri, denominati "recuperanti". Queste persone cercavano metalli da vendere nelle zone della prima guerra mondiale. Il rischio legato all'esplosione di proietti inesplosi era alto e ci furono numerosi incidenti.